# Anolis birama
Espèce
Synonymes
- Norops birama (Garrido, 1990)

Anolis birama est une espèce de sauriens de la famille des Dactyloidae. 

## Répartition
Cette espèce est endémique de Cuba.

## Publication originale
- Garrido, 1990 : Nueva especie de Anolis de la seccion beta (Lacertilia: Iguanidae) para Cuba. Revista biología (La Habana), vol. 4, no 2, p. 157-162.